# Трачук Максим Миколайович
Макси́м Микола́йович Трачу́к — старший солдат Збройних сил України, учасник російсько-української війни.

## Життєпис
Після проходження строкової служби в армії разом зі своїм армійським другом Ігорем Діордіцою шукали собі роботу. Якось, гуляючи центром міста, зайшли у військкомат і вирішили записатись на контракт. Після початку Антитерористичної операції на сході України разом поїхали на передову і опинились в одному підрозділі.

### Бойовий шлях
6 серпня 2014 року з Донецької прокуратури надійшло повідомлення — про можливі правопорушення на блокпосту поблизу Первомайська. Для з'ясування обставин виїхали майор юстиції Михайло Кондратьєв, молодший сержант Ігор Діордіца, старший солдат Максим Трачук та водій-солдат Максим Алдошин. Біля села Опитне УАЗ, яким він керував, потрапив в засідку терористів.
Після цього Кондратьєв наказав їхати до села Піски, неподалік залізничного мосту автомобіль потрапив під шквальний обстріл, вчинений терористами, з лісосмуги — обабіч дороги. Майор Кондратьєв зазнав смертельного поранення в голову, інші вояки — різного ступеня тяжкості. Алдошин, хоч був поранений і кілька разів непритомнів, намагався від'їхати. Зміг вивести автомобіль у безпечне місце, врятувавши цим життя двох співслужбовців, що перебували в автомобілі. Молодший сержант Діордіца надавав медичну допомогу іншим воякам, бувши серйозно пораненим у шию; на трьох була лише одна ампула з ліками, уколи робили, аж доки не зламалася голка. Під обстрілом терористів рятувальники вивезли Трачука та Діордіцу. Важко пораненого Максима, який відповз на 400 метрів від місця події, знайшли пізніше й доставили в лікарню міста Красноармійська. Алдошин помер у військовому шпиталі.

### Подальша доля
Після того бою Максим дуже довго лікувався й був комісований через поранення. Згодом був прийнятий на службу. Старший стрілець роти Миколаївського зонального відділу Військової служби правопорядку Південного територіального управління. Його друг Ігор Діордіца півтора місяця провів у госпіталі й після місячної відпустки теж повернувся на службу. Працює помічником начальника групи охорони й патрульно-постової служби Миколаївського зонального відділу Військової служби правопорядку Південного територіального управління. У 2022 році закінчив Військовий інститут КНУ ім. Тараса Шевченка.

## Нагороди
За особисту мужність і героїзм, виявлені у захисті державного суверенітету та територіальної цілісності України, вірність військовій присязі під час російсько-української війни нагороджений
- орденом «За мужність» III ступеня (27.11.2014).